# LZMW
LZMW – algorytm kompresji słownikowej będący modyfikacją algorytmu LZW, zaproponowany w 1985 roku przez V. Millera i M. Wegmana w artykule Variations on a theme by Ziv and Lempel.
Zmianie podlega jedynie koder, dekoder jest taki sam jak w metodzie LZW.
W LZW po wyszukaniu w słowniku najdłuższego prefiksu niezakodowanych danych, do słownika dodawane jest nowe słowo będące konkatenacją tego prefiksu i następującego po nim znaku. Innymi słowy do słownika trafia słowo o jeden znak dłuższe niż prefiks. Z kolei w metodzie LZMW pamięta się słowo dopasowane w poprzednim kroku i po dopasowaniu kolejnego, do słownika trafia konkatenacja obu słów. W ten sposób słowa są pojawiające się w słowniku szybko stają się coraz dłuższe.
Modyfikacją LZMW jest z kolei LZAP (James Storer, 1988), która dodaje do słownika konkatenację poprzedniego słowa z wszystkimi prefiksami bieżącego – to powoduje znaczący rozrost słownika, jednak pozwala ominąć niedogodności LZMW.

## Algorytm kompresji (kodowania)
1. Wyzeruj słownik
2. i := 0 - bieżąca pozycja
3. T := kodowany tekst
4. P := "" - poprzednie słowo, inicjowane na puste
5. Dopóki i < długość(T), wykonuj:
  - Znajdź najdłuższy prefiks niezakodowanych danych {\displaystyle (T[i,\ldots ]),} który znajduje się w słowniku - wynikiem jest bieżące słowo S o kodzie k i długości n znaków
  - Na wyjście wypisz kod k
  - Do słownika dodaj słowo {\displaystyle P+S,} jeśli jeszcze nie istnieje
  - i := i + n
  - P := S

## Algorytm dekompresji
Algorytm dekompresji jest identyczny jak w metodzie LZW.

## Przykład kompresji
Zostanie zakodowany ciąg składający się z 12 znaków: "aaaaabbbaaaa".
| poprzedni ciąg (P) | bieżący symbol (S) | P + S | indeks (k)       | słownik        | komentarz                                         |
| ------------------ | ------------------ | ----- | ---------------- | -------------- | ------------------------------------------------- |
|                    |                    |       |                  | 1. a 2. b 3. c | inicjalizacja słownika alfabetem                  |
|                    | a                  | a     | 1 - indeks 'a'   |                | nic nie jest dodawane do słownika, P := 'a'       |
| a                  | a                  | aa    | 1 - indeks 'a'   | 4. aa          | do słownika jest dodawany ciąg 'aa', P := 'a'     |
| a                  | aa                 | aaa   | 4 - indeks 'aa'  | 5. aaa         | do słownika jest dodawany ciąg 'aaa', P := 'aa'   |
| aa                 | a                  | aaa   | 1 - indeks 'a'   |                | nic nie jest dodawane do słownika, P := 'a'       |
| a                  | b                  | ab    | 2 - indeks 'b'   | 6. ab          | do słownika jest dodawany ciąg 'ab', P := 'b'     |
| b                  | b                  | bb    | 2 - indeks 'b'   | 7. bb          | do słownika jest dodawany ciąg 'bb', P := 'b'     |
| b                  | b                  | bb    | 2 - indeks 'b'   |                | nic nie jest dodawane do słownika, P := 'b'       |
| b                  | aaa                | baaa  | 5 - indeks 'aaa' | 8. baaa        | do słownika jest dodawany ciąg 'baaa', P := 'aaa' |
| aaa                | a                  | aaaa  | 1 - indeks 'a'   | 9. aaaa        | do słownika jest dodawany ciąg 'aaaa', P := 'a'   |

Zakodowane dane składają się z 9 indeksów: 1, 1, 4, 1, 2, 2, 2, 5, 1.
Jeśli przyjąć, że indeksy oraz symbole są zapisane na tej samej liczbie bitów, to współczynnik kompresji wyniesie ok. 25%.